# Herklotsichthys blackburni
Herklotsichthys blackburni és una espècie de peix pertanyent a la família dels clupeids.

## Descripció
- Pot arribar a fer 10,5 cm de llargària màxima (normalment, en fa 8).
- 13-21 radis tous a l'aleta dorsal i 12-23 a l'anal.[5][6]

## Hàbitat
És un peix marí, pelàgic-nerític i de clima tropical (14°S-21°S, 118°E-127°E) que viu entre 0-50 m de fondària.

## Distribució geogràfica
Es troba a l'Índic oriental: Austràlia Occidental.

## Observacions
És inofensiu per als humans.